# The Charlies
The Charlies was een popgroep uit Emmen.
De groep ontstond uit de band Peep University en ging na wisselingen in de bezetting in 1988 door onder de naam Bojangles. Deze naam werd echter al gebruikt door de begeleidingsband van Terence Trent D'Arby en moest veranderd worden. Er werd gekozen voor The Charlies.
De band bracht drie singles uit en vestigde zich in 1989 in Utrecht. Na het opnemen van de nooit uitgebrachte debuutelpee, geproduceerd door Hans Vandenburg (Gruppo Sportivo) vertrok zanger Leo Oldenburger. Daniël Lohues en zangeres Popke Koolhaas traden tot de band toe, maar na het uitbrengen van de debuut-cd Popkiss in 1993 vielen The Charlies definitief uit elkaar. Enkele bandleden gingen verder onder de naam Toe Jam Bobsleigh. In 2014 brachten Popke en Peter onder de naam pOPKE als duo een EP met zes nieuwe songs uit.
In 2016 kwamen The Charlies in originele bezetting weer bijeen om op het Retropopfestival in Emmen te spelen. Op 21 maart van dat jaar bracht de band opnieuw de single I Don't Work on Sundays uit. Het betrof een remix, gemaakt in de Kytopia-studio.
In oktober 2016 verscheen de documentaire The Charlies - I don't work on Sundays.
In de lente van 2024 brachten Oldenburger, Tol en Veenstra onder de naam The Charlies het nummer Intergalactic Love Making uit op single. 

## Bezetting
- Daniël Lohues: gitaar, zang
- Gert Komduur: drums
- Leo Oldenburger: zang
- Peter Tol: basgitaar
- René Veenstra: gitaar
- Marco Geerdink: gitaar
- Popke Koolhaas: zang